# Matic Čakš
Matic Čakš, slovenski športni plezalec, * 14. marec 1991, Celje.
S plezanjem se je začel ukvarjati z desetimi leti. Takrat je nastopil tudi na prvi tekmi za Vzhodno Slovenijo. Leta 2006 je postal član mladinske državne reprezentance. V tem letu tudi opravi izpit za športnega plezalca. Matic je uspešen tudi v plezanju v skali, preplezal je smeri z oceno do 8a.

## Športna kariera

### Dosežki

#### 2005
Državno prvenstvo:
- Skupno: 3. mesto

#### 2006
- Državno prvenstvo:

- Skupno: 3. mesto

- Svetovni pokal:

- Imst: 42. mesto

- Evropski  pokal:

- Kranj: 37. mesto
- Veliko Trnovo: 14. mesto

### Vzponi v skali
- Kotečnik, Guernica, 8a
- Kotečnik, Nebo nad Berlinom, 8a